# 船越徹
船越 徹（ふなこし とおる、1931年〈昭和6年〉1月25日 - 2017年〈平成29年〉11月12日 ）は、日本の建築家、東京電機大学名誉教授。

## 人物
東京都生まれ。工学博士・熊谷組顧問船越義房の長男。鳥取県多額納税者で日本クローム工業社長船越作一郎の孫。1953年、東京大学工学部建築学科卒業。1958年に同大学大学院博士課程修了後、1967年まで吉武研究室助手をつとめ、その後東京電機大学に。
1961年、工学博士（東京大学）。論文の題は「小・中学校の運営方式に関する建築計画的研究」。
1970年、建築設計事務所アルコム設立。杉並区立杉並第十小学校、北区立十条台小学校プール・体育館、杉並区立第四小学校、稲城市立長峰小学校などの教育施設や文化センターなどの公共施設を数多く手がけている。受賞歴は日本建築学会賞ほか多数。
2010年、株式会社長大により吸収合併され、株式会社長大 アルコム建築部となる。